# Stand By You EP
『Stand By You EP』（スタンド・バイ・ユー イーピー）は、2018年10月17日にポニーキャニオンから発売された日本のバンド・Official髭男dismの2作目のEP。

## 概要
前作『ノーダウト』から約6か月半、EPとしては『What's Going On?』から約2年11か月ぶりのリリース。
全ての曲にミュージックビデオが存在する、バンド唯一のアルバムである。

## 収録曲

### CD
| 全作詞・作曲: 藤原聡、全編曲: Official髭男dism。 |                                  |        |            |      |
| #                                                | タイトル                         | 作詞   | 作曲・編曲 | 時間 |
| 1.                                               | 「Stand By You」                 | 藤原聡 | 藤原聡     | 4:17 |
| 2.                                               | 「FIRE GROUND」                  | 藤原聡 | 藤原聡     | 3:44 |
| 3.                                               | 「バッドフォーミー」             | 藤原聡 | 藤原聡     | 3:57 |
| 4.                                               | 「Stand By You (Acoustic ver.)」 | 藤原聡 | 藤原聡     | 4:21 |
| 合計時間:                                        | 合計時間:                        | 16:19  |            |      |

### DVD（初回限定盤のみ）
- 「Official髭男dism one-man tour 2018 LIVE DVD」- selected from 2018.07.05 中野サンプラザホール

| #   | タイトル                                 | 作詞 | 作曲・編曲 |
| --- | ---------------------------------------- | ---- | ---------- |
| 1.  | 「ノーダウト」                           |      |            |
| 2.  | 「Second LINE」                          |      |            |
| 3.  | 「Tell Me Baby」                         |      |            |
| 4.  | 「Driver」                               |      |            |
| 5.  | 「相思相愛」                             |      |            |
| 6.  | 「たかがアイラブユー」                   |      |            |
| 7.  | 「115万キロのフィルム」                  |      |            |
| 8.  | 「犬かキャットかで死ぬまで喧嘩しよう！」 |      |            |
| 9.  | 「ESCAPADE」                             |      |            |
| 10. | 「発明家」                               |      |            |

## 楽曲解説
1. Stand By You 
Apple Music CMソング
9月30日にEP発売に先行してミュージックビデオが公開された。
本来2018年の6月にリリースする予定であった曲[10]。楽曲の特徴である重層なコーラスワークは発売延期後に再アレンジされた際に録られたものである。
リードトラックとしてこの曲を選んだ理由として、「バンドもよりクリエイティヴにやっていくためにも、この曲をリード曲で出したいなっていう気持ちが強かった」と語っている。[11]
2020年7月にBillboard JAPANチャートにおいて、ストリーミング累計再生回数が1億回を突破した[12]。
2. FIRE GROUND
テレビアニメ『火ノ丸相撲』オープニングテーマ
10月17日にミュージックビデオが公開された。2019年3月22日にはライブビデオが公開されている。
ハードロックでありながらもファンクの要素も兼ね備えた曲調となっている。
3. バッドフォーミー
テレビ大阪・BSジャパン 真夜中ドラマJ『グッド・バイ』主題歌。
4. Stand By You (Acoustic ver.)
リードトラックのアコースティックバージョン。
10月31日にミュージックビデオが公開された。
EP収録曲の中で唯一メジャー1stアルバム『Traveler』に収録されていない。

## 参加ミュージシャン
- Official髭男dism
  - 藤原聡：Vocal , Keyboard , Programming
  - 小笹大輔：Guitar , Chorus
  - 楢﨑誠：Bass , Chorus
  - 松浦匡希：Drums , Chorus